# Lijst van gemeenten in Erzincan
Onderstaande lijst bevat alle gemeenten (2000) in de Turkse provincie Erzincan.
| District  | Gemeente   |
| --------- | ---------- |
| Çayırlı   | Çayırlı    |
| Erzincan  | Akyazı     |
| Erzincan  | Bahçeliköy |
| Erzincan  | Çağlayan   |
| Erzincan  | Çukurkuyu  |
| Erzincan  | Demirkent  |
| Erzincan  | Dörtler    |
| Erzincan  | Erzincan   |
| Erzincan  | Geçit      |
| Erzincan  | Kavakyolu  |
| Erzincan  | Mollaköy   |
| Erzincan  | Ulalar     |
| Erzincan  | Uluköy     |
| Erzincan  | Yalnızbağ  |
| Erzincan  | Yaylabaşı  |
| Erzincan  | Yoğurtlu   |
| İliç      | İliç       |
| Kemah     | Kemah      |
| Kemaliye  | Kemaliye   |
| Otlukbeli | Otlukbeli  |
| Refahiye  | Refahiye   |
| Tercan    | Altunkent  |
| Tercan    | Çadırkaya  |
| Tercan    | Mercan     |
| Tercan    | Tercan     |
| Üzümlü    | Altınbaşak |
| Üzümlü    | Bayırbağ   |
| Üzümlü    | Karakaya   |
| Üzümlü    | Üzümlü     |